# Ischnura asiatica
Ischnura asiatica – gatunek ważki z rodziny łątkowatych (Coenagrionidae). Występuje w umiarkowanych i chłodnych rejonach wschodniej Azji – w Japonii, Chinach, na Tajwanie, Półwyspie Koreańskim oraz Dalekim Wschodzie Rosji.